# Trichiura verenae
Trichiura verenae is een vlinder uit de familie spinners. De wetenschappelijke naam is voor het eerst geldig gepubliceerd in 1981 door Witt.
De soort komt voor in Europa.